# Syllepte consimilalis
Syllepte consimilalis is een vlinder van de familie van de grasmotten (Crambidae). De wetenschappelijke naam van deze soort is voor het eerst voorgesteld als Botys consimilalis door Julius Lederer in een publicatie uit 1863.
De soort komt voor in Indonesië (Ternate, Ambon).